# Armreif von Çitli

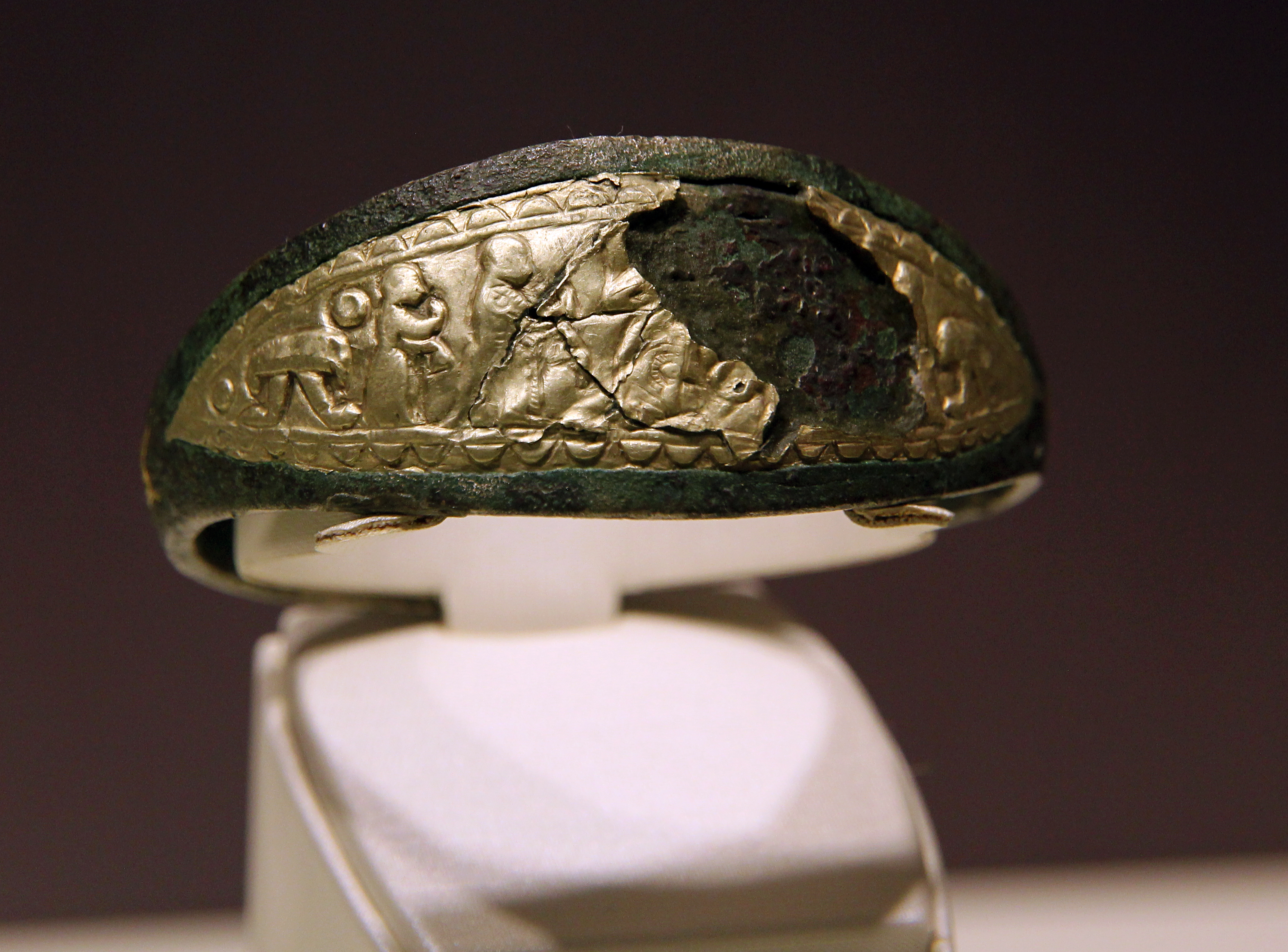
Armreif von Çitli

Der Armreif von Çitli ist eines der seltenen bekannten hethitischen Schmuckstücke. Er stammt aus dem 13. Jahrhundert v. Chr. und ist im Archäologischen Museum Çorum ausgestellt.

## Fund
Der vergoldete Armreif wurde Anfang 2022 von einem Landwirt beim Pflügen im Dorf Çitli im Bezirk Mecitözü der türkischen Provinz Çorum gefunden. Dieser erkannte den Wert des Stücks und brachte ihn ins archäologische Museum des Provinzzentrums Çorum. Dort wurde er gereinigt und restauriert und ist seitdem Teil der Ausstellung.

## Beschreibung
Der Armreif ist beschädigt, Teile der Vergoldung fehlen. Er besteht aus Bronze, Silber, Nickel und Gold. Der Kern ist von einer dünnen Platte aus geätztem Gold überzogen, die mit Reliefs verziert ist. Die Bilder zeigen die ursprünglich hurritische Gottheit Šauška mit ihren Dienerinnen Ninatta und Kulitta. Resul Ibiş, ein Archäologe des Museums, bezeichnet das Stück als einzigartig und datiert es auf das 13. Jahrhundert v. Chr., also in die spätere Zeit des hethitischen Großreichs.